# Il sale della Terra (singolo)
Il sale della terra è un brano musicale scritto ed interpretato da Luciano Ligabue, estratto come primo singolo dal suo decimo album di inediti Mondovisione che è stato pubblicato il 26 novembre 2013. Il brano è stato distribuito in download digitale dal 5 settembre 2013 e in CD singolo e vinile 7" dal 1º ottobre 2013.

## Il video
Il videoclip del brano è stato pubblicato il 5 settembre 2013 in concomitanza con l'uscita del singolo in rotazione radiofonica e in download digitale. Il video, girato a New York, mostra un flusso incessante di persone che girano per strada, tra cui lo stesso Ligabue. In basso compare il testo del brano, i cui versi scorrono come fossero notizie dell'ultima ora all'interno di un telegiornale.

## Significato del testo
La canzone parla della crisi economica, sociale e di comportamento. Il testo parla anche del bisogno di potere ad ogni costo e di mantenere tale potere sempre ad ogni costo.
Alcuni passi del testo hanno preso spunto dal vangelo di Matteo: "Voi siete il sale della terra; ma se il sale diventa insipido, con che cosa gli si renderà il sapore?" (Matteo, 5:13).
Altri passi hanno preso spunto dal naufragio della Costa Concordia: "Siamo il capitano che vi fa l'inchino / siamo la ragazza nel bel mezzo dell'inchino / siamo i trucchi nuovi per i maghi vecchi".

Un altro passo ancora: "siamo la promessa che non costa niente", la promessa viene intesa come una promessa elettorale.
Il sale, usato per rendere sterile il terreno, è il simbolo dell'inaridimento della società odierna o di come noi stessi rendiamo sterile la terra come il sale.

## Tracce
1. Il sale della Terra – 3:58 (Luciano Ligabue)

### Remix di Benny Benassi
Testi di Luciano Ligabue, musiche di Benny Benassi.
1. Il sale della Terra (Radio Edit) – 3:54
2. Il sale della Terra (Extended Version) – 4:37

## Classifiche

### Classifiche settimanali
| Classifica (2013) | Posizione massima |
| ----------------- | ----------------- |
| Italia            | 2                 |

### Classifiche di fine anno
| Classifica (2013) | Posizione |
| ----------------- | --------- |
| Italia            | 46        |